# 日高原子力発電所
日高原子力発電所（ひだかげんしりょくはつでんしょ）は、和歌山県日高郡日高町に関西電力により計画されていた原子力発電所である。2005年に、国による開発促進重要地点の指定が解除され、計画は中止となった。

## 経緯
1967年、町長は日高町阿尾地区に原子力発電所の誘致を表明、町議会は誘致議案を可決した。翌年、阿尾区と比井崎漁協が反対決議。これを受け、町長は原発誘致の白紙撤回を表明した。1975年、関西電力は日高町に対し、120万kW級原子力発電所2基を建設すべく、小浦地区での環境調査を申し入れた。
小浦区と比井崎漁協は、1978年に環境調査受け入れを決議。1979年のスリーマイル島原子力発電所事故により一旦は環境調査が凍結となったものの、1981年には関西電力による環境アセスメントの陸上調査が開始した。1984年からの海上調査に際しては、漁協や住民は推進派と反対派に二分して紛糾し、結論は出なかった。
1986年にはチェルノブイリ原子力発電所事故が発生、周辺市町村を含んだ反対運動が活発になった。1990年には反対派の町長が当選、3期12年務めた。2002年の町長選挙でも、反対派の中善夫候補が当選した。中町長は当選直後と2004年に、関電に対し原発建設の中止を申し入れた。2005年に、国による開発促進重要地点の指定が解除され、計画は中止となった。
2013年には、日高原子力発電所と、紀伊水道を挟んだ対岸の徳島県阿南市の四国電力蒲生田原子力発電所の反対運動を描いたドキュメンタリー映画が製作された。
和歌山県内には、日高町のほか日置川町（現 白浜町）、那智勝浦町、古座町（現 串本町）に原子力発電所の建設計画があったが、いずれも建設は具体化していない。